# 6650 Morimoto
6650 Morimoto è un asteroide della fascia principale. Scoperto nel 1991, presenta un'orbita caratterizzata da un semiasse maggiore pari a 2,5952539 au e da un'eccentricità di 0,1723889, inclinata di 12,49666° rispetto all'eclittica.
L'asteroide è dedicato al radioastronomo giapponese Masaki Morimoto.